# Cultura Inglesa
A Associação Brasileira de Culturas Inglesas é uma companhia fundada em 1935 com diversas filiais de escolas de inglês no Brasil, especialmente nas cidades de São Paulo, Rio de Janeiro, Recife, Brasília, Belo Horizonte, Goiânia,  e arredores.
Embora menos expressivas, existem filiais em outros estados do Brasil, como Alagoas, Rio Grande do Sul, Paraná, Bahia e Espírito Santo.
Disponibiliza a seus alunos testes oficiais da Universidade de Cambridge, na Inglaterra. Seus mais importantes testes oficiais são:
- FCE: (First Certificate in English) Fornece diploma de inglês avançado aos aprovados.
- CAE: (Certificate in Advanced English) Fornece diploma de inglês fluente aos aprovados.
- CPE: (Certificate of Proficiency in English) Fornece diploma de inglês proficiente aos aprovados. É o mais avançado diploma que um aluno de inglês pode alcançar, uma vez que esta não seja sua primeira língua (native language).

Foi eleita pelo Great Place to Work Institute (GPTW) como a vigésima quinta melhor empresa para se trabalhar no Brasil.

## Cultura
Além de escolas de inglês, a Cultura Inglesa promove, como o próprio nome diz, a cultura inglesa. Durante o ano há diversas apresentações de música, dança e teatro. Os alunos também podem participar de apresentações em festivais como o Cultura Inglesa Festival, o Drama Festival e o Teen Festival, que acontecem anualmente no Teatro Cultura Inglesa, na unidade de Pinheiros, em São Paulo. 

### Drama Festival
O Drama Festival é um festival de peças em inglês realizado anualmente no teatro da Cultura Inglesa em Pinheiros. Com a atuação, produção e direção de alunos, ex-alunos e professores, incentiva um estudo mais aprofundado da língua inglesa e pode servir como estímulo para se começar uma carreira de ator, diretor ou roteirista. Fora isso, o Drama Festival é conhecido por seu caráter social, criando vínculos eternos entre seus participantes, sejam eles meramente sociais ou até mesmo profissionais.

### Teen Play Festival
O Teen Play Festival é um festival no qual há apresentações de teatro em inglês. As peças são produzidas por professores, alunos e profissionais da dramaturgia britânica. Ao fim das apresentações são dados os prêmios: melhor ator, melhor atriz, melhor ator coadjuvante, melhor atriz coadjuvante, melhor figurino entre outros; sem esquecer obviamente do mais cobiçado prêmio de melhor peça.
A história da Cultura Inglesa se mistura com a própria história cultural da Inglaterra.
- 1935

- É  fundada a Sociedade Paulista de Cultura Anglo Brasileira.

1. Jubileu de prata do rei George V.

- 1944

- 2 mil alunos matriculados.

1. O diretor Laurence Olivier lança o filme Henry V, a primeira obra de Shakespeare filmada em cores.

- 1951

- Início de expansão da Cultura Inglesa, que nos anos seguintes inaugura filiais em Santos (SP) e nos bairros Brás, Vila Mariana e Vila Nova Conceição, na capital paulista.

1. C.S Lewis lança Príncipe Caspian, o segundo livro das Crônicas de Nárnia.

- 1962

- O Príncipe Phillip, Duque de Edimburgo, inaugura o Auditório Cultura Inglesa-Higienópolis.

1. Os Rolling Stones fazem seu show de estréia em Londres.

- 1966

- Início de nova expansão da Cultura Inglesa, com filiais nos Bairros Itaim, Pinheiros, Santo Amaro e Moóca, na capital paulista, e nos municípios de Campinas e Santo André (SP).

1. Ian Fleming lança uma nova aventura de James Bond: Octopussy.

- 1976

- Primeira edição do Drama Competition, atual Drama Festival, um festival de teatro com alunos.

1. Os Sex Pistols lançam seu single de estreia, Anarchy in the U.K.

- 1979

- Produção do primeiro musical com alunos da escola: Oh Verona!

1. Publicação do Guia do Mochileiro das Galáxias, de Douglas Adams.

- 1983

- Inauguração do Teatro Cultura Inglesa-Pinheiros, um dos teatros mais bem equipados e bem desenhados de São Paulo.

1. Os primeiros CDs começaram a ser vendidos no Reino Unido.

- 1985

- 22 mil alunos matriculados

1. Realização do concerto de rock Live Aid para combater a fome na Etiópia, com transmissão ao vivo para 1,5 bilhão de pessoas.

- 1997

- Criação do Cultura Inglesa Festival, reunindo artistas brasileiros e britânicos nas áreas de teatro, cinema, música, dança e artes visuais.

1. J. K. Rowling publica Harry Potter e a Pedra Filosofal.

- 2000

- Inauguração do Edifício Cultura Inglesa, que abriga a nova sede da Cultura Inglesa, além do Consulado Britânico, Câmara do Comércio Britânico, BBC Rádio e TV, British Council e o BCCC.

1. Inauguração do Museu de arte Tate Modern.

- 2002

- A Cultura Inglesa investe em tecnologia para criar o e-Campus e os Multimedia Centres.

1. Abertura dos Commonwealth Games, o maior evento esportivo realizado no Reino Unido até então.

- 2004

- 50 mil alunos matriculados e 17 filiais.

1. Abertura do icônico edifício 30 St Mary Axe, apelidado de Pepino em Conserva.

- 2007

- Inauguração da Entry.

1. Publicação de Harry Potter e as Relíquias da Morte, o sétimo e último livro da série.

- 2012

- Reformulação do quadro de cursos, para torná-los ainda mais atuais e relevantes para os alunos.

1. Londres sedia os Jogos Olímpicos de 2012.

- 2013

- Inauguração da Faculdade Cultura Inglesa.

1. Legalização do casamento entre pessoas do mesmo sexo na Inglaterra.

- 2014

- 81 mil alunos matriculados e 50 unidades nos Estados de São Paulo e Santa Catarina, operando sob as bandeiras Cultura Inglesa e Entry.

1. Plebiscito na Escócia mantém o país como parte do Reino Unido.

- 2015

- Cultura Inglesa celebra 80 anos!

1. Londres passa Paris como a cidade mais visitada do mundo.